# Jean Samazeuilh

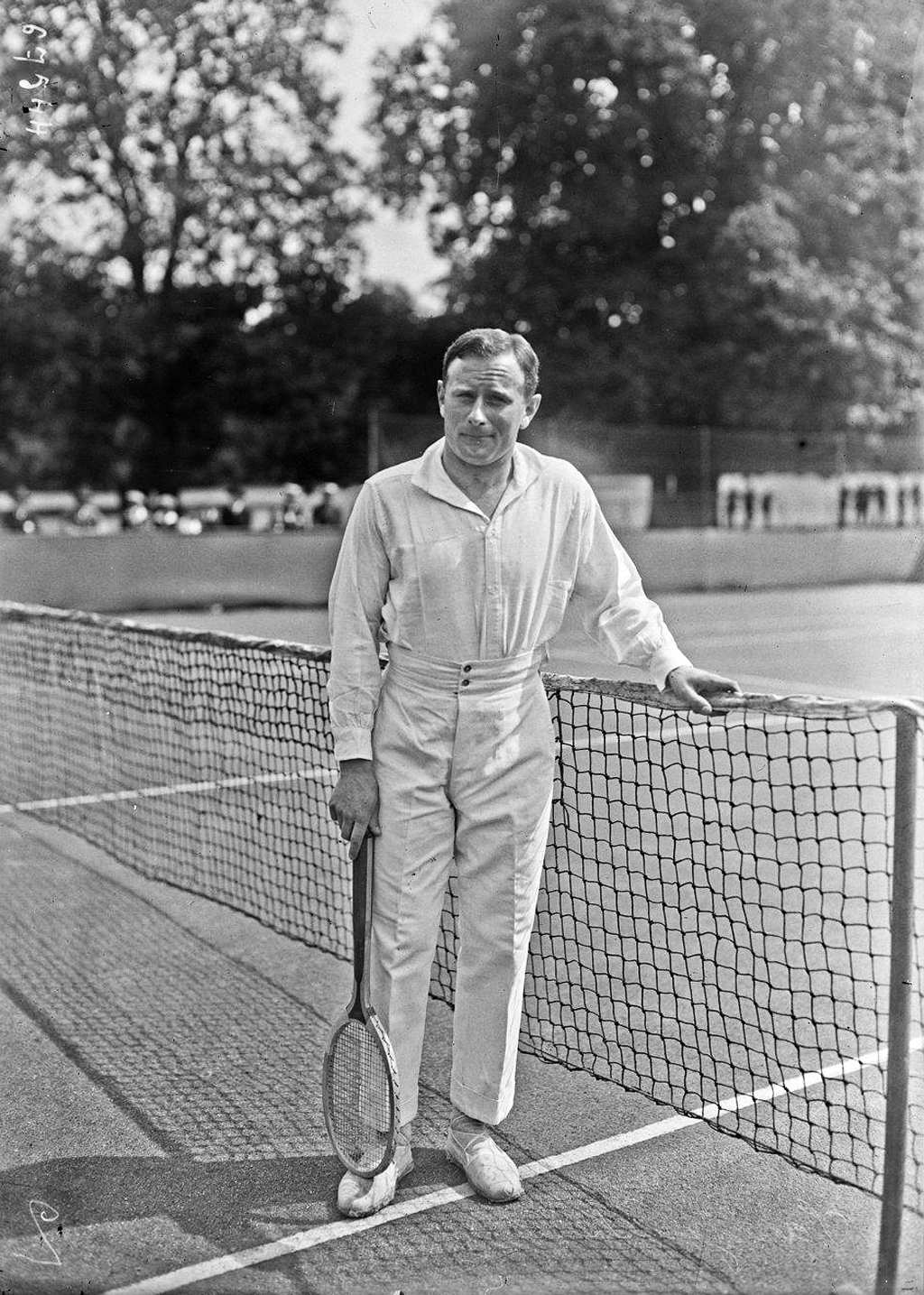
Jean Samazeuilh (1921)

Jean-Pierre Samazeuilh, más conocido como Jean Samazeuilh (17 de enero de 1891, Burdeos, Francia - 13 de abril de 1965, Mérignac, Francia) fue un tenista francés. Alcanzó tres finales de los Campeonatos Amateurs Franceses -hoy torneo de Roland Garros-, venciendo en 1921 frente a André Gobert. Samazeuilh también ganó en la categoría de dobles del torneo en 1923, junto a su compatriota François Blanchy.

## Finales del Grand Slam

### Individuales: 3 (1-2)
| Resultado | Año  | Campeonato            | Superficie | Rival en la final | Resultado en la final |
| Runner-up | 1914 | Campeonatos Franceses | Hierba     | Max Decugis       | 3–6, 6–1, 6–4, 6–4    |
| Ganador   | 1921 | Campeonatos Franceses | Hierba     | André Gobert      | 6–3, 6–3, 2–6, 7–5    |
| Finalista | 1922 | Campeonatos Franceses | Hierba     | Henri Cochet      | 8–6, 6–3, 7–5         |